# Agrotis atrata
Agrotis atrata là một loài bướm đêm trong họ Noctuidae.